# Wielersport op de Europese Spelen 2019
Wielrennen is een van de sporten die beoefend werden tijdens de Europese Spelen 2019 in Minsk, Wit-Rusland van 22 tot en met 30 juni.

## Programma
Er werd bij het wielrennen in twee sportdisciplines in vierentwintig onderdelen om de medailles gestreden, gelijk verdeeld over mannen en vrouwen. Er werden vier wegwedstrijden gehouden en twintig baanwedstrijden.
| Discipline     | Locatie           | Onderdeel           |
| -------------- | ----------------- | ------------------- |
| Baanwielrennen | Minsk Arena       | Baanwedstrijden     |
| Wegwielrennen  | Centrum van Minsk | Wegwedstrijd        |
| Wegwielrennen  | Minsk             | Individuele tijdrit |

| juni 2019   | za 22 | zo 23 | ma 24 | di 25 | wo 26 | do 27 | vr 28 | za 29 | zo 30 | Tot. |
| ----------- | ----- | ----- | ----- | ----- | ----- | ----- | ----- | ----- | ----- | ---- |
| Wielersport | 1     | 1     |       | 2     |       | 4     | 5     | 5     | 6     | 24   |

## Belgische deelnemers
België nam tijdens de Europese Spelen alleen deel aan het baanwielrennen. De Belgische selectie zag er als volgt uit:

### Baanwielrennen
Mannen
- Moreno De Pauw, (ploegenachtervolging, scratch en koppelkoers)
- Jules Hesters, (ploegenachtervolging en puntenkoers)
- Gerben Thijssen, (ploegenachtervolging, achtervolging)
- Fabio Van Den Bossche, (ploegenachtervolging, omnium en koppelkoers)
- Tuur Dens, (ploegenachtervolging en kilometer tijdrit)

Vrouwen
- Gilke Croket, (omnium, scratch en puntenkoers)
- Nicky Degrendele, (keirin, sprint)

## Nederlandse deelnemers
Nederland nam tijdens de Europese Spelen deel aan zowel het baanwielrennen als het wegwielrennen. De Nederlandse selectie zag er als volgt uit:

### Wegwielrennen
Mannen
- Julius van den Berg, (wegwedstrijd)
- Joris Nieuwenhuis, (wegwedstrijd)
- Dennis van Winden, (wegwedstrijd)
- Bram Welten, (wegwedstrijd)

Vrouwen
- Anna van der Breggen, (wegwedstrijd)
- Marianne Vos, (wegwedstrijd)
- Amy Pieters, (wegwedstrijd)
- Lorena Wiebes, (wegwedstrijd)
- Chantal Blaak, (wegwedstrijd en tijdrit)

### Baanwielrennen
Mannen
- Jan-Willem van Schip, (omnium, puntenkoers en koppelkoers)
- Roy Eefting, (scratch)
- Yoeri Havik, (koppelkoers)
- Jeffrey Hoogland, (teamsprint, sprint en keirin)
- Harrie Lavreysen, (teamsprint, sprint en keirin)
- Sam Ligtlee, (kilometer tijdrit)
- Nils van 't Hoenderdaal, (teamsprint)
- Roy van den Berg, (teamsprint en kilometer tijdrit)

Vrouwen
- Kirsten Wild, (omnium, scratch, puntenkoers en koppelkoers)
- Amber van der Hulst, (koppelkoers)
- Laurine van Riessen, (sprint en keirin)
- Hetty van de Wouw, (teamsprint)
- Shanne Braspennincx, (teamsprint, sprint en keirin)
- Steffie van der Peet, (500 m tijdrit)

## Medailles

### Wegwielrennen

#### Mannen
| Onderdeel    | Goud        | Goud             | Zilver   | Zilver          | Brons      | Brons       |
| ------------ | ----------- | ---------------- | -------- | --------------- | ---------- | ----------- |
| Wegwedstrijd | Italië      | Davide Ballerini | Estland  | Alo Jakin       | Oostenrijk | Daniel Auer |
| Tijdrit      | Wit-Rusland | Vasil Kiryjenka  | Portugal | Nélson Oliveira | Tsjechië   | Jan Bárta   |

#### Vrouwen
| Onderdeel    | Goud        | Goud           | Zilver    | Zilver        | Brons               | Brons              |
| ------------ | ----------- | -------------- | --------- | ------------- | ------------------- | ------------------ |
| Wegwedstrijd | Nederland   | Lorena Wiebes  | Nederland | Marianne Vos  | Wit-Rusland         | Tatsiana Sharakova |
| Tijdrit      | Zwitserland | Marlen Reusser | Nederland | Chantal Blaak | Verenigd Koninkrijk | Hayley Simmonds    |

### Baanwielrennen

#### Mannen
| Onderdeel            | Goud        | Goud                                                                       | Zilver      | Zilver                                                                          | Brons               | Brons                                                                |
| -------------------- | ----------- | -------------------------------------------------------------------------- | ----------- | ------------------------------------------------------------------------------- | ------------------- | -------------------------------------------------------------------- |
| Scratch              | Griekenland | Christos Volikakis                                                         | Polen       | Filip Prokopyszyn                                                               | Wit-Rusland         | Yauheni Karaliok                                                     |
| Teamsprint           | Nederland   | Roy van den Berg Harrie Lavreysen Jeffrey Hoogland Nils van 't Hoenderdaal | Frankrijk   | Grégory Baugé Rayan Helal Quentin Caleyron Quentin Lafargue                     | Verenigd Koninkrijk | Jack Carlin Jason Kenny Ryan Owens Joseph Truman                     |
| Ploegenachtervolging | Rusland     | Gleb Syritsa Nikita Bersenev Lev Gonov Ivan Smirnov                        | Italië      | Francesco Lamon Carloalberto Giordani Davide Plebani Liam Bertazzo Stefano Moro | Zwitserland         | Théry Schir Robin Froidevaux Lukas Rüegg Claudio Imhof Nico Selenati |
| Puntenkoers          | Griekenland | Christos Volikakis                                                         | Nederland   | Jan-Willem van Schip                                                            | Rusland             | Dmitry Mukhomediyarov                                                |
| Achtervolging        | Rusland     | Ivan Smirnov                                                               | Italië      | Davide Plebani                                                                  | Zwitserland         | Claudio Imhof                                                        |
| Kilometer tijdrit    | Tsjechië    | Tomáš Bábek                                                                | Italië      | Francesco Lamon                                                                 | Zwitserland         | Krzysztof Maksel                                                     |
| Koppelkoers          | Zwitserland | Tristan Marguet Robin Froidevaux                                           | Nederland   | Yoeri Havik Jan-Willem van Schip                                                | Oostenrijk          | Andreas Graf Andreas Müller                                          |
| Sprint               | Nederland   | Jeffrey Hoogland                                                           | Nederland   | Harrie Lavreysen                                                                | Rusland             | Denis Dmitrjev                                                       |
| Keirin               | Nederland   | Harrie Lavreysen                                                           | Frankrijk   | Rayan Helal                                                                     | Rusland             | Denis Dmitrjev                                                       |
| Omnium               | Nederland   | Jan-Willem van Schip                                                       | Zwitserland | Théry Schir                                                                     | Polen               | Daniel Staniszewski                                                  |

#### Vrouwen
| Onderdeel            | Goud                | Goud                                                           | Zilver              | Zilver                                                  | Brons       | Brons                                                                    |
| -------------------- | ------------------- | -------------------------------------------------------------- | ------------------- | ------------------------------------------------------- | ----------- | ------------------------------------------------------------------------ |
| Scratch              | Nederland           | Kirsten Wild                                                   | Italië              | Martina Fidanza                                         | Wit-Rusland | Hanna Tserakh                                                            |
| Teamsprint           | Rusland             | Anastasia Vojnova Darja Sjmeleva Ekaterina Rogovaya            | Litouwen            | Simona Krupeckaitė Miglė Marozaitė                      | Nederland   | Kyra Lamberink Shanne Braspennincx Hetty van de Wouw                     |
| Ploegenachtervolging | Italië              | Elisa Balsamo Martina Alzini Marta Cavalli Letizia Paternoster | Verenigd Koninkrijk | Jessica Roberts Megan Barker Jennifer Holl Josie Knight | Polen       | Katarzyna Pawłowska Justyna Kaczkowska Karolina Karasiewicz Nikol Plosaj |
| Puntenkoers          | Oekraïne            | Hanna Solovej                                                  | Oostenrijk          | Verena Eberhardt                                        | Tsjechië    | Jarmila Machačová                                                        |
| Achtervolging        | Wit-Rusland         | Tatsiana Sharakova                                             | Italië              | Marta Cavalli                                           | Rusland     | Tamara Dronova                                                           |
| 500 m tijdrit        | Rusland             | Darja Sjmeleva                                                 | Oekraïne            | Olena Starikova                                         | Italië      | Miriam Vece                                                              |
| Koppelkoers          | Verenigd Koninkrijk | Jessica Roberts Megan Barker                                   | Nederland           | Kirsten Wild Amber van der Hulst                        | Rusland     | Diana Klimova Maria Novolodskaya                                         |
| Sprint               | Rusland             | Anastasia Vojnova                                              | Frankrijk           | Mathilde Gros                                           | Rusland     | Darja Sjmeleva                                                           |
| Keirin               | Litouwen            | Simona Krupeckaitė                                             | Nederland           | Shanne Braspennincx                                     | Rusland     | Darja Sjmeleva                                                           |
| Omnium               | Nederland           | Kirsten Wild                                                   | Rusland             | Evegeniya Augustinas                                    | Polen       | Elisa Balsamo                                                            |

### Medaillespiegel
| Plaats | Land                | Goud | Zilver | Brons | Totaal |
| 1      | Nederland           | 7    | 7      | 1     | 15     |
| 2      | Rusland             | 5    | 1      | 6     | 12     |
| 3      | Italië              | 2    | 5      | 2     | 9      |
| 4      | Zwitserland         | 2    | 1      | 2     | 5      |
| 5      | Wit-Rusland         | 2    | 0      | 3     | 5      |
| 6      | Griekenland         | 2    | 0      | 0     | 2      |
| 7      | Verenigd Koninkrijk | 1    | 1      | 2     | 4      |
| 8      | Litouwen            | 1    | 1      | 1     | 3      |
| 8      | Oekraïne            | 1    | 1      | 1     | 3      |
| 10     | Tsjechië            | 1    | 0      | 2     | 3      |
| 11     | Frankrijk           | 0    | 3      | 0     | 3      |
| 12     | Polen               | 0    | 1      | 3     | 4      |
| 13     | Oostenrijk          | 0    | 1      | 1     | 2      |
| 14     | Estland             | 0    | 1      | 0     | 1      |
| 14     | Portugal            | 0    | 1      | 0     | 1      |
| Totaal | Totaal              | 24   | 24     | 24    | 72     |